# تپه سه تپه
تپه سه تپه مربوط به عصر برنز - عصر آهن است و در شهرستان ملایر، بخش سامن، دهستان حرمرود سفلی، روستای کرتیل آباد واقع شده و این اثر در تاریخ ۲۶ اسفند ۱۳۸۷ با شمارهٔ ثبت ۲۶۱۵۳ به‌عنوان یکی از آثار ملی ایران به ثبت رسیده است.